# ジョアン・フェレイラ
ジョアン・ディオゴ・フォンセカ・フェレイラ（João Diogo Fonseca Ferreira 、2001年3月22日 - ）は、ポルトガル・ポーヴォア・デ・ヴァルジン出身のプロサッカー選手。EFLチャンピオンシップ・ワトフォードFC所属。ポジションは、ディフェンダー。

## 来歴
2019年8月11日、2-1で勝利したホームのエストリル・プライア戦でプロデビューを果たした。
2023年1月9日、ワトフォードFCに移籍した。
2023年8月1日、ウディネーゼ・カルチョとシーズン限りのレンタル契約を結んだ。

## 私生活
2020年12月28日、新型コロナウイルス感染症（COVID-19）の検査で陽性反応を示した。

## タイトル
ベンフィカ
- UEFAユースリーグ 準優勝: 2019-20[5]